# Dwergwerpen
Dwergwerpen is een attractie of activiteit waarbij mensen met dwerggroei, gekleed in speciale gewatteerde kleding of klittenbandkostuums, op matrassen worden gegooid of tegen met klittenband beklede muren worden geplakt. Deelnemers strijden om de persoon met dwerggroei zo ver mogelijk te gooien. Dwergwerpen begon in Australië als vorm van café-entertainment in het begin van de jaren 80. In de jaren tachtig was het geen onbekende activiteit in cafés en op kermissen in de Verenigde Staten en in Groot-Brittannië. Ook in Frankrijk is het enige tijd populair geweest.
Sinds de oprichting in de jaren 80 is de activiteit vanwege de problematische naam en aard ervan zeer controversieel en blijft dat zo in het begin van de 21e eeuw.

## Medische risico's
Mensen met groeistoornissen, zoals dwerggroei, hebben vaak specifieke medische condities en kwetsbaarheden die het risico op complicaties verhogen. Het gooien of werpen van personen met een groeistoornis kan ernstige gevolgen hebben, met name in gevallen waarbij sprake is van kyfosis en scoliose.
Kyfosis is een aandoening waarbij de wervelkolom naar voren buigt, wat kan leiden tot een kromming van de rug. Scoliose is een zijdelingse kromming van de wervelkolom. Beide aandoeningen kunnen pijn, beperkte mobiliteit en ademhalingsproblemen veroorzaken. Dwergwerpen kan het risico op letsel en verergering van deze aandoeningen vergroten, aangezien het gooien van een persoon met een groeistoornis krachten uitoefent op de wervelkolom en andere kwetsbare delen van het lichaam.
Verschillende medische bronnen en organisaties hebben gewaarschuwd voor de gevaren van dwergwerpen voor mensen met een groeistoornis. Er zijn gevallen bekend waarbij personen met een groeistoornis ernstig letsel hebben opgelopen en zelfs zijn overleden als gevolg van dwergwerpen.
Bij de 69e Golden Globe Awards in 2012, toen Peter Dinklage de prijs won voor Beste Mannelijke Bijrol – Series, Miniseries of Televisiefilm, vertelde hij het publiek dat hij had nagedacht over "een heer met de naam Martin Henderson," en stelde voor dat ze zijn naam zouden googelen. Henderson was een man met dwerggroei uit Somerset, Engeland, die ernstig gewond raakte nadat hij door een rugbysupporter in een bar was gegooid. De toespraak van Dinklage bracht media- en publieke aandacht voor het fenomeen dwergwerpen , waarbij Henderson's naam wereldwijd trending was op sociale media. Henderson overleed uiteindelijk aan zijn verwondingen in 2016, vijf jaar na het incident.

## Weerstand
In de loop van de jaren tachtig van de twintigste eeuw heeft dwergwerpen wereldwijd discussies aangewakkerd over de grenzen van menselijke waardigheid en de rol van de overheid in het reguleren van dergelijke activiteiten. In het laatste deel van de twintigste eeuw begonnen wetgevers het concept van menselijke waardigheid te integreren in hun overwegingen, als aanvulling op traditionele criteria zoals schade en autonomie.
Deze discussie kreeg bijzondere aandacht toen wetgevers in Frankrijk en de Verenigde Staten expliciet het principe van menselijke waardigheid aanhaalden om strafrechtelijke sancties op te leggen aan de organisatoren van dwergwerpwedstrijden. In 1990 keurde de burgemeester van New York, Mario Cuomo, een wet goed die zowel dwergwerpen als varianten zoals dwergbowlen verbood, met als argument dat het de basis van menselijke waardigheid eert en de veiligheid en zelfrespect van de betrokken individuen beschermt.
Deze maatregelen leidden tot een diepgaande discussie over de balans tussen het handhaven van waardigheid en het respecteren van persoonlijke autonomie. Tegenstanders betogen dat dwergwerpen mensen vernedert en degradeert, en daarom in strijd is met het beginsel van gelijke menselijke waardigheid. Zij betogen daarnaast dat deze praktijk moreel verwerpelijk is vanwege de objectivering van de betrokken individuen. Volgens deze tegenstanders suggereert onderzoek dat deze vorm van dehumanisering problematisch is, omdat het inherent menselijke waardigheid ondermijnt door individuen te behandelen als werpmateriaal, verstoken van autonomie en respect. Morele bezwaren tegen dwergwerpen worden versterkt doordat, volgens critici, het publiek de deelnemers beschouwt als werpobjecten, waarbij hun menselijkheid wordt ontkend en ze worden gereduceerd tot bronnen van amusement. Hierbij wordt weinig rekening gehouden met hun gevoelens, integriteit en zelfrespect. Deze vorm van objectivering wordt door sommigen beschouwd als meer dan louter entertainment en wordt gezien als een aantasting van de kern van menselijke waardigheid. 
De complexiteit van deze kwestie onderstreept de voortdurende zoektocht naar een evenwicht tussen de bescherming van waardigheid en het respecteren van individuele keuzevrijheid. Het debat over dwergwerpen biedt een illustratie van de voortdurende uitdagingen bij het definiëren van ethische en juridische grenzen in de samenleving.

## Legaliteit

### Australië
Australië wordt vaak beschouwd als de plek waar dwergwerpen ontstond als een vorm van kroegentertainment in het begin van de jaren 80. Er zijn wetten die dwergwerpen impliciet verbieden, maar er zijn geen expliciete wetten die voorkomen dat er met een instemmende persoon wordt "geworpen".

### Canada
In Ontario, Canada, werd in 2003 de Wet op het Verbod van Dwergwerpen geïntroduceerd door het Windsor West LPP Sandra Pupatello in de Wetgevende Vergadering van Ontario. Dit particulier lidmaatschap openbaar wetsvoorstel ging niet verder dan de introductie voor de tweede of derde lezing, kreeg ook geen koninklijke goedkeuring en stierf dus aan het einde van de 37e Wetgevende Vergadering. Het wetsvoorstel stelde een boete voor van niet meer dan $ 5000 of een gevangenisstraf van niet meer dan zes maanden.

### Frankrijk
Een burgemeester van het kleine Franse stadje Morsang-sur-Orge heeft dwergwerpen, na de aankondiging van een lokaal evenement, verboden. De kwestie werd voorgelegd aan de Conseil d'État, die concludeerde dat een administratieve autoriteit dwergwerpen kon verbieden op basis van het gebrek aan eerbied voor menselijke waardigheid, waardoor het in strijd was met de openbare orde. Deze beslissing leidde tot juridische vragen over de aanvaardbaarheid van motieven voor het verbieden van activiteiten op basis van openbare orde, vooral omdat de Conseil d'État geen "openbare moraal" wilde opnemen in de definitie van openbare orde. De uitspraak werd gedaan door de voltallige vergadering, wat de complexiteit van de kwestie benadrukte. De Conseil d'État oordeelde op vergelijkbare wijze in een andere zaak tussen een amusementsbedrijf en de stad Aix-en-Provence.
In 1991 gaf het Franse Ministerie van Binnenlandse Zaken een verklaring af waarin stond dat 'dwergwerpen verboden zou moeten worden op basis van onder andere artikel 3 van het Europees Verdrag tot bescherming van de rechten van de mens en de fundamentele vrijheden. In 2002 vocht Manuel Wackenheim, een Fransman, dit aan bij het Mensenrechtencomité van de Verenigde Naties. Wackenheim voerde sinds 1991 een juridische strijd tegen het verbod op dwergwerpen, dat hem belemmerde in het uitoefenen van zijn beroep. Wackenheim verklaarde 'dat er geen werk is voor kleine mensen in Frankrijk en dat zijn baan geen belediging vormt voor de menselijke waardigheid, aangezien waardigheid bestaat uit het hebben van werk'.
Het VN-comité oordeelde in het voordeel van Frankrijk: De klacht van de auteur over discriminatie onder Artikel 26 van het Internationaal Verdrag inzake Burgerrechten en Politieke Rechten werd door de Commissie als ontvankelijk beschouwd. Hoewel de staat aangaf dat Artikel 26 beperkt is tot de rechten beschermd door het verdrag, wees de Commissie erop dat Artikel 26 een autonoom recht biedt en niet eenvoudigweg een duplicaat is van Artikel 2. Het comité beschouwde het verbod als "noodzakelijk ter bescherming van de openbare orde, met inachtneming van overwegingen van menselijke waardigheid." Niettemin is het aan individuele autoriteiten om specifieke beslissingen te nemen met betrekking tot het verbod.
Wat betreft de verdiensten van de zaak, concludeerde de Commissie dat het verbod op dwergwerpen door de autoriteiten niet als discriminatie onder Artikel 26 van het Verdrag kan worden beschouwd. De differentiatie was gebaseerd op objectieve en redelijke gronden, zoals het feit dat personen met een groeistoornis de enige personen waren die in dit geval konden worden geworpen. Hoewel er andere activiteiten waren die mogelijk op vergelijkbare gronden verboden konden worden, oordeelde de Commissie dat het verbod op dwergwerpen niet discriminerend was vanwege de objectieve rechtvaardiging. Daarom concludeerde de Commissie dat de staat in dit geval de rechten van de auteur onder Artikel 26 van het Verdrag niet had geschonden. Het comité stelde dus vast dat het verbod van de Franse staat op dwergwerpen niet als discriminerend kon worden beschouwd.

### Verenigde Staten
Robert en Angela Van Etten, leden van Florida van de Little People of America, overtuigden de Wetgevende Vergadering van Florida in 1989 om dwergwerpen illegaal te maken. Een wet die dwergwerpen verbood, werd met een ruime marge aangenomen. Het New York State Legislature volgde later hetzelfde voorbeeld.
In 2001 diende Dave Flood, die verscheen op de MJ Morning Show als "Dave the Dwarf", een rechtszaak in om de wet uit 1989 omver te werpen die de staat in staat stelde de alcohollicentie van een bar te beboeten of in te trekken die dwergwerpen toestaat. De hobby was populair in sommige bars in Florida in de late jaren 80.

## Ontstaan
Het ontstaan van dwergwerpen lijkt voort te komen uit de historische menselijke fascinatie voor het gooien van levende wezens, zij het hanen, vossen of mensen, als een vorm van vermaak. Het gooien naar hanen en vossenwerpen, ook bekend als kwelspel, illustreert de menselijke neiging om levende wezens als objecten te gebruiken in ongewone vormen van amusement. Deze gewoonten, hoewel oorspronkelijk als volkssporten beschouwd, werden uiteindelijk bekritiseerd en onderdrukt vanwege ethische zorgen en het welzijn van de betrokken dieren. Deze evolutie benadrukt de relatie tussen menselijk vermaak, ethiek en de behandeling van levende wezens als objecten voor amusement, waarbij hedendaagse samenlevingen zich meer bekommeren om de waardigheid en het welzijn van individuen.